# 31 maja
31 maja jest 151. (w latach przestępnych 152.) dniem w kalendarzu gregoriańskim. Do końca roku pozostaje 214 dni.

## Święta

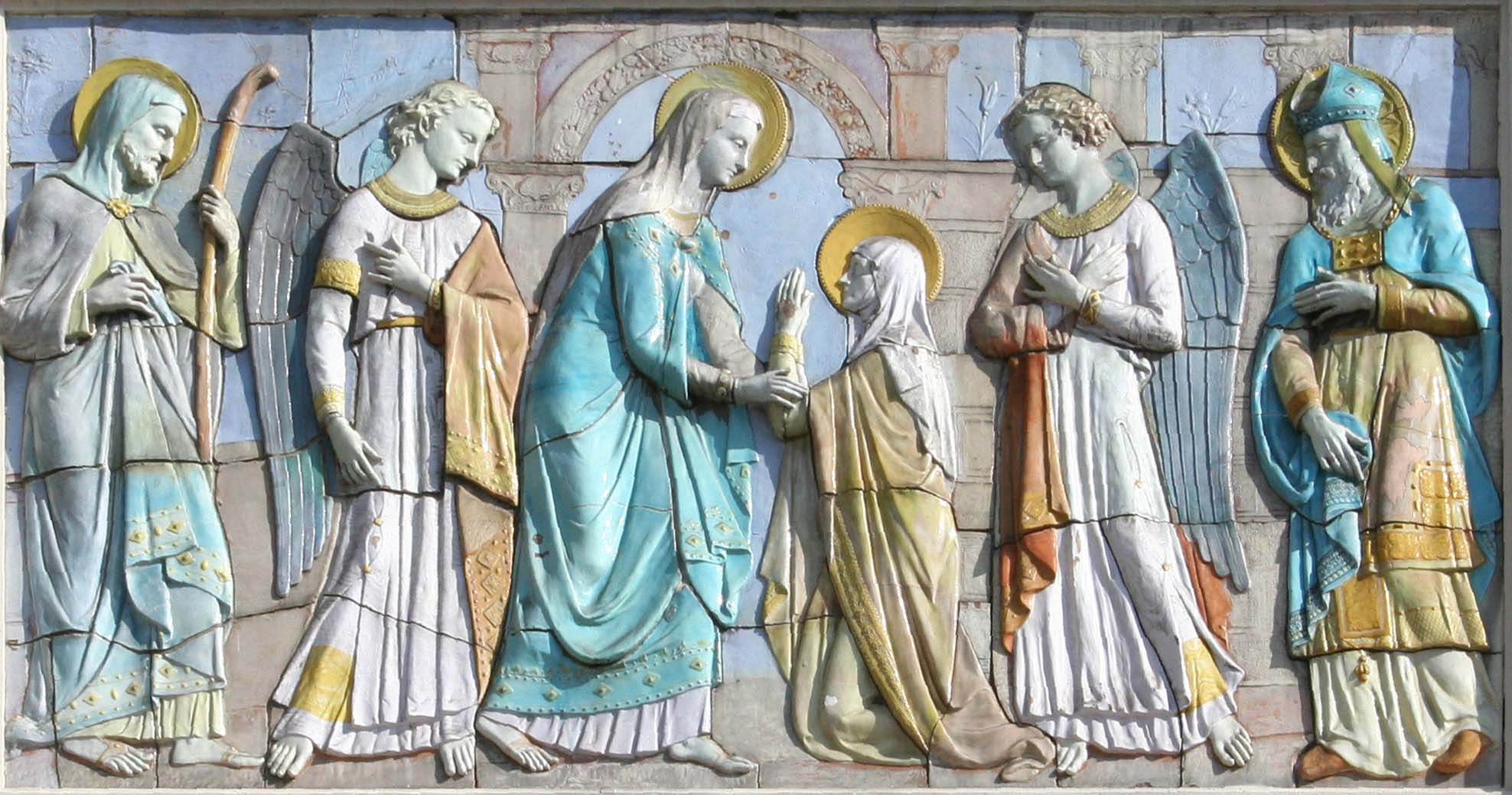
Nawiedzenie Najświętszej Maryi Panny

- Imieniny obchodzą: Feliks, Kamila, Kancjan, Kancjanela, Kancjusz, Marietta, Noe, Paschazy, Petronela, Sylwiusz i Witalis.
- Międzynarodowe – Dzień bez Papierosa (ustanowiony przez WHO)
- Polska – Dzień Bociana Białego (święto ustanowione w 2003 r. przez Polskie Towarzystwo Przyjaciół Przyrody „pro Natura”[1]
- Wspomnienia i święta w Kościele katolickim[2][3]:
  - Nawiedzenie Najświętszej Maryi Panny (do II soboru watykańskiego święto obchodzono 2 lipca)
  - św. Feliks z Nikozji (kapucyn)
  - bł. Kamila Baptysta Varano (klaryska)
  - bł. Paweł Yun Ji-chung i 123 męczenników koreańskich
  - św. Petronela (dziewica)

## Wydarzenia w Polsce
- 1380 – Władysław II Jagiełło zawarł tajny traktat pokojowy z zakonem krzyżackim, na mocy którego zobowiązuje się nie wspierać Kiejstuta Giedyminowicza.
- 1592 – W Krakowie odbył się ślub króla Zygmunta III Wazy z Anną Habsburżanką oraz jej koronacja na królową Polski.
- 1602 – Wojna polsko-szwedzka o Inflanty: wojska polskie rozpoczęły oblężenie Białego Kamienia.
- 1732 – Pożar Zamku Królewskiego w Warszawie.
- 1794 – Insurekcja kościuszkowska: w Krakowie został ścięty za zdradę katolicki duchowny Maciej Dziewoński.
- 1832 – Namiestnik carski Iwan Paskiewicz wmurował kamień węgielny pod budowę Cytadeli Warszawskiej.
- 1863 – Powstanie styczniowe: aresztowano jednego z przywódców powstania na Litwie Aleksandra Oskierkę.
- 1894 – Na ulice Lwowa wyjechał pierwszy tramwaj elektryczny.
- 1899 – Założono Muzeum Historyczne Miasta Krakowa.
- 1915 – I wojna światowa: między Bolimowem a Sochaczewem wojska niemieckie użyły 264 tony ciekłego chloru wypuszczonego z 12 tysięcy butli rozmieszczonych przed linią okopów rosyjskich. Ilość ta ponad dwukrotnie przewyższała ilość gazu użytą podczas ataku gazowego przeprowadzonego w kwietniu tego roku pod Ypres. W ciągu kilkunastu minut zginęło kilka tysięcy rosyjskich żołnierzy (dokładna liczba jest nie do ustalenia).
- 1919 – W Warszawie z inicjatywy Leona Witan-Dubiejkowskiego i Edwarda Woyniłłowicza powstało Polsko-Białoruskie Towarzystwo dla politycznego poparcia idei federacyjnej.
- 1921 – III powstanie śląskie: Maciej Mielżyński został odwołany ze stanowiska dowódcy powstania.
- 1926:
  - Wybuch gazu błotnego na jeziorze Dobellus Mały w powiecie gołdapskim.
  - Zgromadzenie Narodowe wybrało na urząd prezydenta Rzeczypospolitej marszałka Józefa Piłsudskiego, który odmówił jego przyjęcia.
- 1940:
  - Pomnik Fryderyka Chopina w Warszawie został wysadzony w powietrze przez niemieckich okupantów.
  - Premiera filmu komediowego Sportowiec mimo woli w reżyserii Mieczysława Krawicza i Aleksandra Suchcickiego.
- 1943:
  - W Jędrzejowie dokonano zamachu na tłumacza Gestapo Helmuta Kappa.
  - W Warszawie w ruinach getta Niemcy rozstrzelali grupę Polaków, więźniów Pawiaka, wśród nich poetę Tadeusza Hollendra.
- 1944 – Na Wiśle w okolicach Machowa partyzanci zatopili statek „Tannenberg” transportujący żołnierzy niemieckich.
- 1950 – Powstała Akademia Rolniczo-Techniczna w Olsztynie (jako Wyższa Szkoła Rolnicza), jedna z trzech placówek, na bazie których 1 września 1999 powstał Uniwersytet Warmińsko-Mazurski.
- 1968 – Stefan Kisielewski rozpoczął pisanie Dzienników.
- 1972 – Richard Nixon, jako pierwszy urzędujący prezydent USA, przybył z wizytą do Polski.
- 1977 – Zwodowano prom „Pomerania”.
- 1981 – Odbył się pogrzeb prymasa Stefana Wyszyńskiego.
- 1983 – Został aresztowany seryjny morderca Paweł Tuchlin.
- 1985 – Ukazał się album Dzień, w którym pękło niebo zespołu Dżem.
- 1989 – Założono Stowarzyszenie Pisarzy Polskich.
- 1995 – Premiera filmu sensacyjnego Prowokator w reżyserii Krzysztofa Langa.
- 1997 – Rozpoczęła się VI pielgrzymka Jana Pawła II.
- 2006 – Otwarto Europejskie Regionalne Centrum Ekohydrologii UNESCO w Łodzi.
- 2007:
  - Pacyfikacja kopalni „Wujek”: Sąd Okręgowy w Katowicach uznał wszystkich 17 oskarżonych zomowców winnymi popełnienia zbrodni komunistycznej.
  - Sekretarz generalny Episkopatu Polski Piotr Libera objął urząd biskupa płockiego i dokonał ingresu do katedry płockiej.
- 2009 – Ostatni lot samolotu polskich linii lotniczych Centralwings i zakończenie działalności przedsiębiorstwa.
- 2015 – W warszawskiej hali Torwar odbyła się konwencja założycielska ugrupowania Nowoczesna Ryszarda Petru.
- 2018 – Pastor Ryszard Jankowski został wybrany na przewodniczącego Kościoła Adwentystów Dnia Siódmego w RP.

## Wydarzenia na świecie

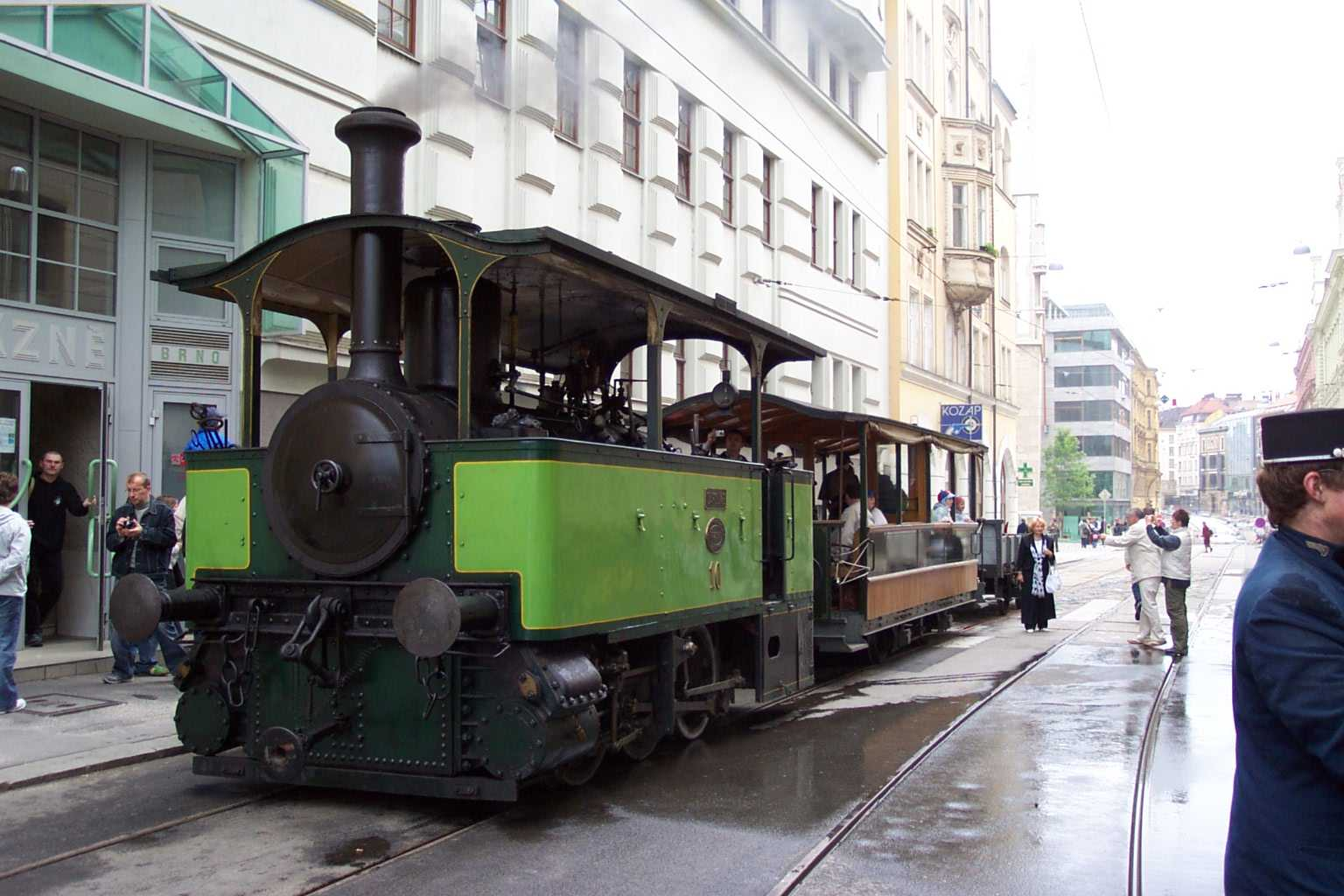
Historyczny tramwaj parowy na ulicach Brna

- 455 – Cesarz zachodniorzymski Petroniusz Maksymus został rozszarpany przez tłum, gdy podczas ataku Wandalów na Rzym usiłował uciec z miasta.
- 1162 – Stefan III został królem Węgier i Chorwacji.
- 1223 – Podbój Rusi przez Mongołów: zwycięstwo wojsk mongolskich nad rusko-połowieckimi w bitwie nad rzeką Kałką.
- 1307 – Zwycięstwo Wettynów nad Habsburgami w bitwie pod Lucką.
- 1380 – Wielki książę litewski Jagiełło i wielki mistrz krzyżacki Winrich von Kniprode podpisali traktat w Dawidyszkach.
- 1417 – Jakobina Bawarska została hrabiną Hainaut oraz Holandii i Zelandii.
- 1433 – Zygmunt Luksemburski został cesarzem, koronowany przez papieża Eugeniusza IV.
- 1503 – Mikołaj Kopernik doktoryzował się w Ferrarze z prawa kanonicznego.
- 1578:
  - Król Francji Henryk III Walezy wmurował kamień węgielny pod budowę najstarszego istniejącego paryskiego mostu Pont Neuf.
  - Wyprawa 15 statków pod dowództwem Martina Frobishera wyruszyła z Anglii do Ameryki Północnej w celu znalezienia Przejścia Północno-Zachodniego.
- 1607 – Z angielskiego Plymouth wypłynęły dwa statki z ok. 100 kolonistami pod dowództwem George’a Pophama w celu założenia kolonii na terenie dzisiejszego stanu Maine.
- 1653:
  - Ferdynand IV Habsburg został wybrany na króla Niemiec.
  - Papież Innocenty X ogłosił bullę Cum occasione potępiającą tezy jansenistyczne, zawarte w dziele Augustinus Corneliusa Jansena.
- 1689 – Wojna Francji z Ligą Augsburską: francuscy żołnierze splądrowali i spalili katedrę w Spirze.
- 1740 – Fryderyk II Wielki został królem Prus.
- 1750 – Przyszły król Sardynii Wiktor Amadeusz III poślubił Marię Antoniettę Burbon.
- 1795 – Rewolucja francuska: zlikwidowano Trybunał Rewolucyjny.
- 1809 – Rewolucja serbska: zwycięstwo wojsk tureckich w bitwie pod Čegarem.
- 1817 – W Mediolanie odbyła się premiera opery Sroka złodziejka z muzyką Gioacchina Rossiniego i librettem Giovanniego Gherardiniego(inne języki).
- 1847 – Otwarto linię kolejową Rotterdam-Haga.
- 1849 – Wiosna Ludów: Parlament frankfurcki, obradujący pod koniec swego istnienia w Stuttgarcie, został rozpędzony przez wojska wirtemberskie.
- 1851 – W Berlinie odsłonięto pomnik konny Fryderyka Wielkiego.
- 1859:
  - W Londynie uruchomiono zegar Big Ben.
  - Wojna francusko-austriacka: zwycięstwo wojsk francusko-sardyńskich w bitwie pod Palestro.
- 1862 – Wojna secesyjna: rozpoczęła się bitwa pod Seven Pines w czasie kampanii półwyspowej w Wirginii.
- 1864 – Wojna secesyjna: rozpoczęła się bitwa pod Cold Harbor w Wirginii.
- 1878 – W pobliżu brytyjskiego Folkestone doszło do zderzenia niemieckich okrętów pancernych „König Wilhelm”(inne języki) i „Großer Kurfürst(inne języki)”, w wyniku czego drugi z nich zatonął wraz z 284 członkami załogi.
- 1884 – Na ulice czeskiego Brna wyjechały pierwsze tramwaje parowe.
- 1889 – Ponad 2 tys. osób zginęło w Johnstown w stanie Pensylwania w wyniku powodzi wywołanej przerwaniem zapory.
- 1890 – Otwarto Newlands Stadium w Kapsztadzie.
- 1892 – W wyniku pożaru w kopalni „Marie” koło czeskiego miasta Przybram zginęło 319 górników.
- 1894 – Konstantin Stoiłow został po raz drugi premierem Bułgarii.
- 1895:
  - Jataí w Brazylii uzyskało prawa miejskie.
  - W Królewcu wyjechały na trasę pierwsze tramwaje elektryczne.
- 1896 – Założono miasto Villa Nueva w Argentynie.
- 1901 – Odbył się inauguracyjny koncert w Bechstein Hall (obecnie Wigmore Hall) w Londynie.
- 1902 – Zakończyła się II wojna burska.
- 1906 – Anarchista Mateu Morral rzucił w Madrycie bombę w kierunku króla Hiszpanii Alfonsa XIII Burbona, zabijając 28 osób i raniąc 40. Król i jego małżonka nie odnieśli obrażeń.
- 1910 – Utworzono Związek Południowej Afryki.
- 1911 – W stoczni Harland and Wolff w Belfaście zwodowano „Titanica”.
- 1912 – Otwarto Muzeum Sztuk Pięknych im. Puszkina w Moskwie.
- 1916 – I wojna światowa: rozpoczęła się bitwa jutlandzka.
- 1917 – Ustanowiono flagę stanową Indiany.
- 1918:
  - I wojna światowa: francuski czołg Renault FT-17 przeszedł swój chrzest bojowy.
  - Przedstawiciele czeskiej i słowackiej emigracji w USA podpisali Umowę pittsburską, przewidującą powstanie niepodległej Czechosłowacji.
- 1920:
  - Wojna polsko-bolszewicka: stoczono bitwy pod Bystrzykiem i pod Wołodarką.
  - Zwodowano japoński pancernik „Mutsu”.
- 1921 – Założono mozambicki klub piłkarski Grupo Desportivo de Maputo.
- 1922 – Ignaz Seipel został kanclerzem Austrii.
- 1924 – Lauri Ingman został po raz drugi premierem Finlandii.
- 1925 – Jan Maria Vianney został kanonizowany przez papieża Piusa XI.
- 1928 – Z Oakland w Kalifornii wystartował samolot Fokker F.VII „Southern Cross” z czteroosobową załogą w pierwszy udany lot transpacyficzny (z międzylądowaniami na Hawajach i Fidżi), zakończony 9 czerwca w australijskim Brisbane.
- 1935:
  - Kilkadziesiąt tysięcy osób zginęło w trzęsieniu ziemi o magnitudzie 7,7 w Beludżystanie (dzisiejszy Pakistan).
  - Powstała amerykańska wytwórnia filmowa 20th Century Studios.
- 1937 – Hiszpańska wojna domowa: niemiecki pancernik „Deutchland” ostrzelał miasto Almería, powodując śmierć 24 osób i obrażenia u kolejnych 100, co było odwetem za atak przeprowadzony na niego 29 maja w porcie Ibiza przez dwa rządowe bombowce za których sterami siedzieli radzieccy piloci, w wyniku którego na miejscu zginęło 22 niemieckich marynarzy, a 83 zostało rannych, w tym kilkunastu ciężko (ostatecznie liczba ofiar śmiertelnych wzrosła do 31).
- 1938 – Hiszpańska wojna domowa: włoski lotniczy korpus ekspedycyjny Aviazione Legionaria zbombardował katalońskie miasto Granollers, w wyniku czego zginęło od 209 do 224 osób, a 161 zostało rannych.
- 1940 – Bitwa o Atlantyk: na południowy wschód od Lowestoft został zatopiony przez brytyjski slup HMS „Weston”(inne języki) U-Boot U-13; cała załoga przeżyła. Grupa abordażowa zdobyła wałki szyfrujące Enigmy i rozkazy operacyjne, w tym ten, który zakazywał ratowania rozbitków ze statków zatopionych wokół Wysp Brytyjskich. Rozkazy wykorzystano jako dowód w procesie norymberskim Karla Dönitza.
- 1941:
  - Bitwa o Anglię: Niemcy dokonali nalotu bombowego na Dublin zabijając 28 osób, pomimo że Irlandia ogłosiła swoją neutralność w wojnie.
  - Kampania bałkańska: po inwazji niemieckiej wojska brytyjskie ewakuowały się z Krety.
- 1942:
  - Front zachodni: 1046 bombowców RAF dokonało w nocy z 30 na 31 maja bombardowania Kolonii, zabijając 486 osób i niszcząc około 300 ha powierzchni miasta.
  - Wojna na Pacyfiku: japoński atak na port w Sydney z wykorzystaniem miniaturowych łodzi podwodnych.
- 1943 – Wojna na Pacyfiku: wojska amerykańskie wyparły Japończyków z archipelagu Aleutów.
- 1945 – Wojna na Pacyfiku: ok. 3 tys. osób zginęło, a kilkadziesiąt tys. zostało rannych w wyniku amerykańskiego nalotu bombowego na Taihoku (Tajpej) na japońskim wówczas Tajwanie.
- 1946:
  - W wyniku trzęsienia ziemi w tureckim Kurdystanie zginęło 839 osób.
  - Założono radziecką/ukraińską wytwórnię lotniczą Antonow.
- 1947 – Lajos Dinnyés(inne języki) został premierem Węgier.
- 1952:
  - Otwarto największy holenderski park rozrywki Efteling koło Tilburga.
  - Zakończono przekopywanie Kanału Wołga-Don.
- 1961:
  - Prezydent USA John F. Kennedy rozpoczął od Paryża swą pierwszą wizytę w Europie, w trakcie której odwiedził jeszcze Wiedeń i Londyn.
  - Utworzono Republikę Południowej Afryki.
- 1962:
  - 64 osoby zginęły, a 40 zostało rannych w wyniku uderzenia rozpędzonego pociągu towarowego w tył pociągu pasażerskiego stojącego na stacji w mieście Voghera w północnych Włoszech.
  - Rozwiązano Federację Indii Zachodnich.
- 1970:
  - 67 tysięcy osób zginęło w trzęsieniu ziemi w Peru.
  - Jan z Ávili został kanonizowany przez papieża Pawła VI.
  - W Meksyku rozpoczęły się IX Mistrzostwa Świata w Piłce Nożnej.
  - Została poświęcona katedra Najświętszej Maryi Panny z Aparecidy w Brasílii.
- 1973 – W New Delhi w katastrofie należącego do Indian Airlines Boeinga 737 zginęło 48 spośród 65 osób na pokładzie.
- 1974 – W Genewie podpisano porozumienie w sprawie wycofania z Syrii wojsk izraelskich. Strefa graniczna na Wzgórzach Golan miała zostać zdemilitaryzowana i obsadzona przez międzynarodowe siły pokojowe UNDOF.
- 1975 – Wojna domowa w Laosie: oddziały komunistycznej organizacji Pathet Lao zajęły miasto Savannakhet.
- 1977 – Uruchomiono Ropociąg Trans-Alaska.
- 1979 – Muhammad Chuna uld Hajdalla został premierem Mauretanii.
- 1986 – W Meksyku rozpoczęły się XIII Mistrzostwa Świata w Piłce Nożnej.
- 1987:
  - Kazimierz Deyna występem w meczu San Diego Sockers-Tacoma Stars(inne języki) zakończył karierę sportową.
  - Utworzono międzynarodową kategorię pociągów EuroCity.
- 1989 – Na Węgrzech wykonano ostatni wyrok śmierci.
- 1990:
  - Rozpoczęła się czterodniowa wizyta prezydenta ZSRR Michaiła Gorbaczowa w USA.
  - W Turynie otwarto Stadio delle Alpi.
  - Został wyniesiony na orbitę moduł naukowy Kristałł, część radzieckiej stacji Mir.
- 1991 – Dokonano oblotu szwajcarskiego samolotu pasażersko-towarowego Pilatus PC-12.
- 1992 – Rząd Białorusi podwoił ceny mleka, pieczywa i niektórych innych produktów.
- 1998 – Geri Halliwell opuściła grupę muzyczną Spice Girls.
- 2002 – Rozpoczęły się XVII Mistrzostwa Świata w Piłce Nożnej w Korei Południowej i Japonii.
- 2003 – Obrączkowe zaćmienie Słońca widoczne w Europie, Azji i Ameryce Północnej.
- 2004 – 21 osób zginęło, a około 50 zostało rannych w samobójczym zamachu na szyicki meczet w pakistańskim Karaczi.
- 2005:
  - Dominique de Villepin został premierem Francji.
  - Rosyjski magnat naftowy Michaił Chodorkowski został skazany na 9 lat pozbawienia wolności za defraudację i uchylanie się od płacenia podatków.
- 2006 – Po ponad sześćdziesięciu latach po bitwie pod Arnhem Order Wojskowy Wilhelma został nadany polskiej 1. Samodzielnej Brygadzie Spadochronowej, a gen. dywizji Stanisław Sosabowski został pośmiertnie odznaczony Medalem Brązowego Lwa.
- 2007 – Watykan i Zjednoczone Emiraty Arabskie nawiązały stosunki dyplomatyczne.
- 2008:
  - Reprezentant Jamajki Usain Bolt ustanowił na mityngu w Nowym Jorku rekord świata w biegu na 100 m (9,72 s).
  - W Połocku na Białorusi odsłonięto tablicę pamiątkową „Geograficzne centrum Europy”.
- 2010:
  - Izraelscy komandosi ostrzelali i przejęli Flotyllę Pokojową na rzecz Strefy Gazy.
  - Prezydent Niemiec Horst Köhler ustąpił ze stanowiska.
- 2012 – Irlandczycy opowiedzieli się w referendum za przyjęciem paktu fiskalnego.
- 2014:
  - Peter Mutharika został prezydentem Malawi.
  - Teledysk do utworu Gangnam Style południowokoreańskiego rapera PSY jako pierwszy w historii YouTube osiągnął 2 miliardy wyświetleń.
- 2016 – Po śmierci Muhammada Abd al-Aziza sekretarzem generalnym Frontu Polisario i p.o. prezydenta Sahary Zachodniej został Chatri ad-Dauh.
- 2017:
  - Dotychczasowy premier Aleksandar Vučić objął urząd prezydenta Serbii. P.o. premiera został wicepremier i minister spraw zagranicznych Ivica Dačić.
  - Lee Nak-yeon został premierem Korei Południowej.
  - Zoran Zaew został premierem Macedonii.
- 2018 – Terytoria Plemienne Administrowane Federalnie w zachodnim Pakistanie przyłączono do prowincji Chajber Pasztunchwa.
- 2019 – 13 osób zginęło (w tym sprawca), a 5 zostało rannych w strzelaninie w urzędzie miejskim w Virginia Beach w amerykańskim stanie Wirginia.
- 2024 – Podczas antyislamskiego wiecu ruchu Bürgerbewegung Pax Europa w niemieckim Mannheim w wyniku ataku nożownika rannych zostało 5 osób, w tym policjant, który zmarł 2 dni później w szpitalu.

## Urodzili się
- 1048 – Omar Chajjam, perski poeta, astronom, filozof, lekarz, matematyk (zm. 1131)
- 1243 – Jakub II, król Majorki (zm. 1311)
- 1400 – Domenico Capranica, włoski duchowny katolicki, biskup Fermo, kardynał, teolog (zm. 1458)
- 1443 – Małgorzata Beaufort, angielska arystokratka (zm. 1509)
- 1469 – Manuel I Szczęśliwy, król Portugalii (zm. 1521)
- 1527 – Agnieszka Heska, księżniczka heska, księżna Saksonii (zm. 1555)
- 1535 – Alessandro Allori, włoski malarz (zm. 1607)
- 1556 – Jerzy Radziwiłł, polski duchowny katolicki, biskup wileński i krakowski, kardynał (zm. 1600)
- 1557 – Fiodor I, car Rosji (zm. 1598)
- 1597 – Jean-Louis Guez de Balzac, francuski pisarz (zm. 1654)
- 1612 – Małgorzata Medycejska, księżniczka Toskanii, księżna Parmy, Piacenzy i Castro (zm. 1679)
- 1613 – Jan Jerzy II Wettyn, elektor Saksonii (zm. 1680)
- 1623 – Philippe Couplet, flamandzki jezuita, misjonarz, uczony (zm. 1693)
- 1640 – Michał Korybut Wiśniowiecki, król Polski (zm. 1673)
- 1656 – Marin Marais, francuski kompozytor (zm. 1728)
- 1683 – Jean-Pierre Christin(inne języki), francuski matematyk, fizyk, astronom, muzyk (zm. 1755)
- 1718 – Jacob Christian Schäffer, niemiecki duchowny i teolog protestancki, filozof, entomolog, botanik, mykolog, ornitolog, wynalazca (zm. 1790)
- 1750 – Karl August von Hardenberg, pruski książę, polityk, premier Prus (zm. 1822)
- 1753 – Pierre Vergniaud, francuski rewolucjonista (zm. 1793)
- 1754:
  - Andrea Appiani, włoski malarz, dekorator (zm. 1817)
  - Catherine-Dominique de Pérignon, francuski arystokrata, polityk, dyplomata, dowódca wojskowy, marszałek Francji (zm. 1818)
- 1761 – Jan Antoni May, polski drukarz, księgarz (zm. 1831)
- 1769 – Aleksiej Gorczakow, rosyjski książę, generał, polityk (zm. 1817)
- 1773:
  - Leopoldyna Naudet, włoska założycielka zgromadzenia Sióstr od Świętej Rodziny, błogosławiona (zm. 1834)
  - Ludwig Tieck, niemiecki pisarz, tłumacz, krytyk (zm. 1853)
- 1796 – Ernst Theodor Gaupp, niemiecki prawnik, nauczyciel akademicki (zm. 1859)
- 1804 – Louise Farrenc, francuska pianistka, kompozytorka (zm. 1875)
- 1805 – Stefan Brzozowski, polski franciszkanin, działacz społeczny na Górnym Śląsku (zm. 1890)
- 1810:
  - Filip Walter, polski chemik (zm. 1847)
  - Izaak I z Optiny, rosyjski mnich prawosławny, święty (zm. 1894)
- 1817 – Georg Herwegh, niemiecki pisarz socjalistyczno-rewolucyjny (zm. 1875)
- 1819 – Walt Whitman, amerykański poeta (zm. 1892)
- 1822 – Edward Dembowski, polski filozof, publicysta, działacz niepodległościowy (zm. 1846)
- 1835 – Alphonse de Neuville, francuski malarz, ilustrator (zm. 1885)
- 1836 – Jules Chéret, francuski malarz, grafik (zm. 1932)
- 1841:
  - John Joseph Kain, amerykański duchowny katolicki, arcybiskup metropolita St. Louis (zm. 1903)
  - William Rockefeller, amerykański finansista (zm. 1922)
- 1844 – Marceli Kujawa-Połczyński, polski pisarz, publicysta, działacz społeczny (zm. 1910)
- 1845:
  - Ernst Below, niemiecki lekarz, pisarz (zm. 1910)
  - Kandyda Maria od Jezusa, baskijska zakonnica, święta (zm. 1912)
- 1849 – Carl Fredrik Hill, szwedzki malarz (zm. 1911)
- 1851 – Bohuslav Hellich, czeski psychiatra, antropolog, przyrodnik (zm. 1918)
- 1852:
  - Juliusz Iskierski, austriacki marszałek polny porucznik cesarskiej i królewskiej Armii pochodzenia polskiego (zm. 1916)
  - Julius Richard Petri, niemiecki bakteriolog (zm. 1921)
- 1857 – Pius XI, papież (zm. 1939)
- 1858 – Friedrich Kraus, austriacki lekarz internista (zm. 1936)
- 1859 – Leopold Casper, niemiecki urolog (zm. 1959)
- 1860:
  - Archibald Thorburn, szkocki malarz, ilustrator (zm. 1935)
  - Alexander Zahlbruckner, austriacki lichenolog (zm. 1938)
- 1862 – Michaił Niestierow, rosyjski malarz (zm. 1942)
- 1863 – Francis Edward Younghusband, brytyjski oficer, dyplomata, odkrywca, spirytysta (zm. 1942)
- 1868:
  - Victor Cavendish, brytyjski arystokrata, polityk (zm. 1938)
  - John Seely, brytyjski wojskowy, polityk (zm. 1947)
- 1871 – John G. Townsend Jr., amerykański przedsiębiorca, polityk, senator (zm. 1964)
- 1872 – Charles Greeley Abbot, amerykański astrofizyk, astronom (zm. 1973)
- 1873 – Tadeusz Rittner, polski prozaik, dramaturg, krytyk teatralny (zm. 1921)
- 1877:
  - Ernst Stieberitz, niemiecki kompozytor, dyrygent (zm. 1945)
  - Stanisław Żarnecki, polski malarz, grafik pochodzenia żydowskiego (zm. 1956)
- 1880 – Heinrich Greinacher, szwajcarski fizyk, wynalazca, wykładowca akademicki (zm. 1974)
- 1881:
  - Heinrich Burger, niemiecki łyżwiarz figurowy (zm. 1942)
  - Adolf Pascher, czesko-austriacki fykolog (zm. 1945)
- 1882:
  - Willy de l’Arbre, belgijski żeglarz sportowy (zm. 1962)
  - Antoni Cieszyński, polski stomatolog, wykładowca akademicki (zm. 1941)
  - John Robertson Duigan, australijski pionier lotnictwa (zm. 1951)
  - Juan Luque de Serrallonga, hiszpański piłkarz, trener (zm. 1967)
  - Mieczysław Ziemnowicz, polski germanista, wykładowca akademicki (zm. 1971)
- 1883 – Lauri Kristian Relander, fiński polityk, prezydent Finlandii (zm. 1942)
- 1885:
  - Alois Hudal, austriacki duchowny katolicki, biskup (zm. 1963)
  - Alter Kacyzne, polski fotograf, pisarz, publicysta pochodzenia żydowskiego (zm. 1941)
  - Antoni Różycki, polski aktor, dyrektor teatru (zm. 1967)
- 1887:
  - Gunnar Björling, fiński poeta szwedzkojęzyczny (zm. 1960)
  - Antoni Lasek, polski rzeźbiarz ludowy (zm. 1978)
  - Saint-John Perse, francuski poeta, laureat Nagrody Nobla, dyplomata (zm. 1975)
- 1888:
  - Stanisława Argasińska-Choynowska, polska primadonna, śpiewaczka estradowa, nauczycielka śpiewu (zm. 1961)
  - Jack Holt, amerykański aktor (zm. 1951)
- 1889:
  - Marian Gieszczykiewicz, polski lekarz, bakteriolog, wykładowca akademicki (zm. 1942)
  - Athene Seyler, brytyjska aktorka (zm. 1990)
- 1890:
  - Bertrand W. Gearhart, amerykański prawnik, polityk (zm. 1955)
  - Hilla von Rebay, niemiecka malarka abstrakcyjna, kolekcjonerka (zm. 1967)
  - Petko Stajnow, bułgarski prawnik, dyplomata, polityk (zm. 1972)
- 1892:
  - Hambarcum Beknazarian, ormiański aktor, reżyser i scenarzysta filmowy (zm. 1965)
  - Michel Kikoïne, białorusko-francuski malarz pochodzenia żydowskiego (zm. 1968)
  - Stefan Litauer, polski dziennikarz pochodzenia żydowskiego (zm. 1959)
  - Konstantin Paustowski, rosyjski pisarz (zm. 1968)
  - Andreas Rohracher, austriacki duchowny katolicki, biskup pomocniczy Gurk i arcybiskup Salzburga (zm. 1976)
  - Gregor Strasser, niemiecki działacz nazistowski (zm. 1934)
- 1893:
  - Teodor Bursche, polski architekt (zm. 1965)
  - Bennett Hill, amerykański kierowca wyścigowy (zm. 1977)
  - Michaił Tichomirow, rosyjski historyk (zm. 1965)
  - Włodzimierz Zieliński, polski major piechoty, dyplomata (zm. 1945)
- 1894:
  - Fred Allen, amerykański aktor (zm. 1956)
  - Henryk Lewenfisz-Wojnarowski, polski laryngolog pochodzenia żydowskiego (zm. 1956)
  - Erwin Więckowski, polski pułkownik, polityk, prezydent Poznania (zm. 1975)
- 1896:
  - Fritz Höhn, niemiecki pilot wojskowy, as myśliwski (zm. 1918)
  - Alojzy Kaczmarczyk, polski podpułkownik piechoty, polityk, żołnierz AK i WiN (zm. 1947)
- 1897:
  - Zofia Ameisenowa, polska historyk sztuki pochodzenia żydowskiego (zm. 1967)
  - Arnold Bögli, szwajcarski zapaśnik (zm. ?)
  - Rudolf von Scheliha, niemiecki dyplomata (zm. 1942)
- 1898:
  - Norman Vincent Peale, amerykański pastor, kaznodzieja (zm. 1993)
  - Lancelot Royle, brytyjski lekkoatleta, sprinter, przedsiębiorca (zm. 1978)
- 1899:
  - Fiodor Fałalejew, radziecki marszałek lotnictwa (zm. 1955)
  - Leonid Leonow, rosyjski prozaik, dramaturg, dziennikarz (zm. 1994)
  - Aniela Urbanowicz, polska działaczka społeczno-polityczna pochodzenia żydowskiego (zm. 1988)
- 1900 – Ewa Maleczyńska, polska historyk, mediewistka (zm. 1972)
- 1901 – Maria Wroczyńska, polska architekt (zm. 1966)
- 1902:
  - Bolesław Iwaszkiewicz, polski matematyk, działacz socjalistyczny, polityk, poseł na Sejm PRL, przewodniczący prezydium Rady Narodowej we Wrocławiu (zm. 1983)
  - Viliam Široký, słowacki polityk, premier Czechosłowacji (zm. 1971)
- 1903 – Billie Tapscott, południowoafrykańska tenisistka (zm. 1970)
- 1904 – Aleksandyr Christow, bułgarski piłkarz (zm. 1992)
- 1905:
  - Tadeusz Kopeć, polski prawnik, dziennikarz, polityk, poseł na Sejm RP (zm. 1949)
  - Ernest Terreau, francuski kolarz torowy i szosowy (zm. 1983)
- 1906:
  - Michał Lisowski, polski nauczyciel wychowania fizycznego, harcmistrz, krajoznawca, uczestnik konspiracji antyhitlerowskiej (zm. 1940)
  - Luo Ruiqing, chiński wojskowy, polityk komunistyczny (zm. 1978)
- 1907:
  - Gheorghe Arsenescu, rumuński podpułkownik, partyzant antykomunistyczny (zm. 1962)
  - Francesco De Martino, włoski prawnik, polityk (zm. 2002)
  - Åke Holmberg, szwedzki pisarz (zm. 1991)
  - Stanisław Łukasiewicz, polski pisarz (zm. 1996)
  - Roman Wesołowski, polski prawnik, fotograf (zm. 2000)
- 1908:
  - Don Ameche, amerykański aktor (zm. 1993)
  - Aleksander Baumgardten, polski poeta, prozaik (zm. 1980)
  - Marian Haisig, polski historyk, sfragistyk, heraldyk, numizmatyk (zm. 1996)
  - Edward Miller, polski piłkarz (zm. 1965)
- 1909:
  - Jan Jacoby, polski reżyser i scenarzysta filmów naukowych (zm. 2003)
  - Giovanni Palatucci, włoski policjant, Sługa Boży (zm. 1945)
  - Thor Thorvaldsen, norweski żeglarz sportowy (zm. 1987)
- 1910:
  - Franciszek Bryja, polski duchowny katolicki, męczennik, Sługa Boży (zm. 1942)
  - Kalman Kahana, izraelski polityk (zm. 1991)
  - Bolesław Malisz, polski architekt, urbanista (zm. 1995)
  - Luis Rosales, hiszpański poeta, krytyk literacki (zm. 1992)
- 1911:
  - Maurice Allais, francuski inżynier, ekonomista, laureat Nagrody Banku Szwecji im. Alfreda Nobla w dziedzinie ekonomii (zm. 2010)
  - Maryla Jonasówna, polska pianistka pochodzenia żydowskiego (zm. 1959)
- 1912:
  - Chien-Shiung Wu, amerykańska fizyk pochodzenia chińskiego (zm. 1997)
  - Martin Schwarzschild, amerykański astrofizyk pochodzenia niemieckiego (zm. 1997)
- 1913:
  - Irena Garztecka-Jarzębska, polska kompozytorka, pianistka, pedagog (zm. 1963)
  - Maria Skiba, polska działaczka podziemia, żołnierz AK (zm. 1945)
  - Jerzy Wasowski, polski dziennikarz radiowy, reżyser, kompozytor pochodzenia żydowskiego (zm. 1984)
- 1914 – Akira Ifukube, japoński kompozytor (zm. 2006)
- 1915:
  - Robert Lado, amerykański językoznawca (zm. 1995)
  - George Vujnovich, amerykański agent wywiadu (zm. 2012)
- 1916:
  - Bert Haanstra, holenderski reżyser filmowy (zm. 1997)
  - Bernard Lewis, brytyjski historyk (zm. 2018)
- 1917 – Jean Rouch, francuski reżyser filmowy, etnolog (zm. 2004)
- 1918:
  - Ricardo Echeverría, chilijski jeździec sportowy (zm. 1988)
  - Józef Majka, polski duchowny katolicki, teolog, filozof, socjolog (zm. 1993)
  - Henk Schijvenaar, holenderski piłkarz (zm. 1996)
  - Tadeusz Trepanowski, polski fotograf, fotoreporter (zm. 1989)
  - Vilho Ylönen, fiński strzelec sportowy (zm. 2000)
- 1919:
  - Dominik Buszta, polski duchowny katolicki, pasjonista, publicysta (zm. 2005)
  - Rupert Vance Hartke, amerykański polityk, senator (zm. 2003)
- 1920 – Stefania Kalus, polska lekkoatletka, sprinterka, łyżwiarka figurowa (zm. 1985)
- 1921:
  - Bolek Tempowski, francuski piłkarz, trener pochodzenia polskiego (zm. 2008)
  - Alida Valli, włoska aktorka (zm. 2006)
- 1922:
  - Denholm Elliott, brytyjski aktor (zm. 1992)
  - Danuta Wodyńska, polska aktorka (zm. 2001)
- 1923:
  - Michal Benedikovič, piłkarz słowacki (zm. 2007)
  - Cecil Cooke, bahamski żeglarz sportowy (zm. 1983)
  - Ellsworth Kelly, amerykański malarz, rzeźbiarz (zm. 2015)
  - Rainier III Grimaldi, książę Monako (zm. 2005)
- 1924:
  - Patsy Adam-Smith, australijska historyk, pisarka (zm. 2001)
  - Jean Debuf, francuski sztangista (zm. 2010)
  - Gisela May, niemiecka aktorka, pieśniarka (zm. 2016)
- 1925:
  - Julian Beck, amerykański aktor, reżyser, scenograf, malarz, poeta (zm. 1985)
  - Rajmund Teofil Hałas, polski artysta plastyk, architekt, projektant, wykładowca akademicki (zm. 2008)
  - Maria Michałowska, polska artystka, wykładowczyni akademicka (zm. 2018)
  - Frei Otto, niemiecki architekt (zm. 2015)
  - Tadeusz Szulczyński, polski inżynier, wykładowca akademicki (zm. 1982)
- 1926:
  - Janusz Przybysz, polski pisarz, satyryk (zm. 2001)
  - Tadeusz Urgacz, polski poeta, autor tekstów piosenek (zm. 2011)
  - Krzysztof Zarzecki, polski tłumacz, edytor, żołnierz AK, uczestnik powstania warszawskiego (zm. 2019)
- 1927 – Antoni Fajferek, polski ekonomista (zm. 2021)
- 1928:
  - Lorenzo León Alvarado, peruwiański duchowny katolicki, biskup Huacho (zm. 2020)
  - Bernard Baudoux, francuski florecista (zm. 2024)
  - Édouard Molinaro, francuski reżyser i scenarzysta filmowy (zm. 2013)
  - Adam Zaleski, polski chemik, działacz społeczny (zm. 2023)
- 1929:
  - Wanda Elbińska-Robaczewska, polska aktorka (zm. 2004)
  - Menahem Golan, izraelski reżyser i producent filmowy (zm. 2014)
  - Adam Hulanicki, polski chemik (zm. 2019)
  - Andreas Meyer-Landrut, niemiecki dyplomata, urzędnik państwowy
- 1930:
  - Gary Brandner, amerykański prozaik, dramaturg, scenarzysta filmowy (zm. 2013)
  - Clint Eastwood, amerykański aktor, reżyser i producent filmowy, kompozytor, polityk, przedsiębiorca
  - Bogdan Kołodziejski, polski dziennikarz, podróżnik, reportażysta, autor filmów dokumentalnych (zm. 2015)
  - Uno Loop, estoński piosenkarz, gitarzysta, aktor (zm. 2021)
  - Paul L. Maier, amerykański historyk, pisarz (zm. 2025)
  - Aaron Wildavsky, amerykański politolog, teoretyk zarządzania (zm. 1993)
- 1931:
  - Juan Carlos Copes, argentyński tancerz, choreograf (zm. 2021)
  - András Hajnal, węgierski matematyk (zm. 2016)
  - Zvi Hecker, izraelski architekt (zm. 2023)
  - Bogumił Kobiela, polski aktor (zm. 1969)
  - Irena Maryniakowa, polska językoznawca
  - Walery Pisarek, polski językoznawca, prasoznawca, wykładowca akademicki (zm. 2017)
  - John Robert Schrieffer, amerykański fizyk, wykładowca akademicki, laureat Nagrody Nobla (zm. 2019)
  - Jerzy Treutler, polski grafik, plakacista, ilustrator (zm. 2020)
  - Shirley Verrett, amerykańska śpiewaczka operowa (sopran i mezzosopran) (zm. 2010)
- 1932:
  - Jan Bagiński, polski duchowny katolicki, biskup pomocniczy opolski (zm. 2019)
  - Bogusław Madey, polski kompozytor (zm. 2004)
  - Jay Miner, amerykański informatyk, przedsiębiorca (zm. 1994)
- 1933:
  - Miklós Ambrus, węgierski piłkarz wodny (zm. 2019)
  - Gieorgij Burkow, rosyjski aktor (zm. 1990)
  - Wiesława Łanecka-Makaruk, polska pilotka, spadochroniarka, wykładowczyni akademicka (zm. 2020)
- 1934 – Bent Peder Rasch, duński kajakarz, kanadyjkarz (zm. 1988)
- 1935:
  - Jim Bolger, nowozelandzki polityk pochodzenia irlandzkiego, premier Nowej Zelandii
  - Gottlieb Göller, niemiecki piłkarz, trener (zm. 2004)
  - Albert Heath, amerykański perkusista jazzowy (zm. 2024)
- 1936:
  - Héctor Demarco, urugwajski piłkarz (zm. 2010)
  - Wiesława Kwiatkowska, polska dziennikarka, pisarka (zm. 2006)
  - Alicja Telatycka, polska aktorka (zm. 2020)
  - John E.N. Wiebe, kanadyjski polityk (zm. 2007)
  - Hirokazu Yasuda, japoński lekkoatleta, płotkarz
- 1937:
  - Władisław Gulajew, rosyjski pułkownik-inżynier, kosmonauta (zm. 1990)
  - Radoje Kontić, czarnogórski polityk, premier Jugosławii
  - Mary O’Rourke, irlandzka nauczycielka, polityk, minister zdrowia, minister edukacji (zm. 2024)
  - Robin Ramsay, australijski aktor
- 1938:
  - Arnold Hungerbühler, szwajcarski kolarz przełajowy
  - Adriana Iliescu, Rumunka, do 2006 roku najstarsza znana kobieta, która urodziła dziecko
  - John Prescott, brytyjski ekonomista, polityk, wicepremier (zm. 2024)
  - Anna Zadrożyńska, polska etnolog, wykładowczyni akademicka (zm. 2014)
- 1939:
  - Tim Graham, brytyjski lekkoatleta, sprinter
  - Hedwig Keppelhoff-Wiechert, niemiecka polityk, eurodeputowana
  - Klaus Zwickel, niemiecki lider związkowy
- 1940:
  - Anatolij Bondarczuk, radziecki lekkoatleta, młociarz
  - Frans Brands, belgijski kolarz szosowy (zm. 2008)
  - Gilbert Louis, francuski duchowny katolicki, biskup Châlons
  - Gilbert Shelton, amerykański autor komiksów
  - Eva-Riitta Siitonen, fińska ekonomistka, polityk
  - Dino Zandegù, włoski kolarz szosowy
- 1941:
  - Wolfgang Fahrian, niemiecki piłkarz (zm. 2022)
  - Sean Flynn, amerykański aktor, fotoreporter (zm. 1970)
  - Louis Ignarro, amerykański farmakolog, laureat Nagrody Nobla pochodzenia włoskiego
  - Zithulele Patrick Mvemve, południowoafrykański duchowny katolicki, biskup Klerksdorp (zm. 2020)
  - William Nordhaus, amerykański ekonomista, laureat Nagrody Banku Szwecji im. Alfreda Nobla w dziedzinie ekonomii pochodzenia żydowskiego
  - Gabriela Zych, polska działaczka społeczna (zm. 2010)
- 1942:
  - Ron Bonham, amerykański koszykarz (zm. 2016)
  - Happy Hairston, amerykański koszykarz (zm. 2001)
  - Franck Touzet, francuski duchowny katolicki
- 1943:
  - Sharon Gless, amerykańska aktorka
  - Daniel Robin, francuski zapaśnik (zm. 2018)
- 1944:
  - Teresa Malecka, polska teoretyk muzyki
  - Salmaan Taseer, pakistański przedsiębiorca, polityk (zm. 2011)
- 1945:
  - Henri Emmanuelli, francuski polityk (zm. 2017)
  - Rainer Werner Fassbinder, niemiecki aktor, reżyser, scenarzysta i producent filmowy (zm. 1982)
  - Laurent Gbagbo, iworyjski polityk, prezydent Wybrzeża Kości Słoniowej
  - Horst Hörnlein, niemiecki saneczkarz
  - Wałerij Skworcow, ukraiński lekkoatleta, skoczek wzwyż (zm. 2021)
- 1946:
  - Ivo Niehe, holenderski prezenter telewizyjny, aktor, piosenkarz
  - Agnes Schierhuber, austriacka polityk
  - Barbara Spinelli, włoska dziennikarka, publicystka, eseistka, polityk
  - Włodzimierz Sumara, polski rolnik, polityk, poseł na Sejm RP (zm. 2010)
- 1947:
  - Greg Abate, amerykański muzyk jazzowy
  - Gabriele Hinzmann, niemiecka lekkoatletka, dyskobolka
  - Takeo Takahashi, japoński piłkarz
- 1948:
  - Swiatłana Aleksijewicz, białoruska pisarka, dziennikarka, laureatka Nagrody Nobla
  - John Bonham, brytyjski perkusista, członek zespołu Led Zeppelin (zm. 1980)
  - Paulinho Da Costa, brazylijski perkusista
  - Salvador Giménez Valls, hiszpański duchowny katolicki, biskup Minorki i Lleidy
  - Janusz Weiss, polski dziennikarz, prezenter radiowy i telewizyjny (zm. 2023)
- 1949:
  - Tom Berenger, amerykański aktor, scenarzysta i producent filmowy
  - Tapio Kantanen, fiński lekkoatleta, długodystansowiec
  - Zbigniew Kruszewski, polski inżynier, polityk, senator i poseł na Sejm RP
  - Rosamond McKitterick, brytyjska historyk
  - Khil Raj Regmi, nepalski prawnik, sędzia, polityk, premier Nepalu
- 1950:
  - Jean Chalopin, francuski producent i scenarzysta filmowy
  - Gilda, włoska piosenkarka
  - Gregory Harrison, amerykański aktor, reżyser, scenarzysta i producent filmowy
  - Edo Ronchi, włoski socjolog, polityk
  - Edgar Savisaar, estoński historyk, samorządowiec, polityk, burmistrz Tallinna, minister spraw wewnętrznych, premier Estonii (zm. 2022)
  - François-Xavier Villain, francuski prawnik, samorządowiec, polityk, mer Cambrai (zm. 2025)
- 1951:
  - José Isidro Guerrero Macías, meksykański duchowny katolicki, biskup Mexicali (zm. 2022)
  - Emilia Müller, niemiecka polityk, eurodeputowana
  - Karl-Hans Riehm, niemiecki lekkoatleta, młociarz
  - Wacława Wojtala, polska ekonomistka, urzędniczka państwowa
- 1952:
  - Karl Bartos, niemiecki keyboardzista, perkusista
  - Barbara Czopek-Kopciuch, polska językoznawczyni, wykładowczyni akademicka (zm. 2020)
  - Włodzimierz Jagodziński, polski działacz opozycji antykomunistycznej (zm. 1982)
  - Ireneusz Jakubowski, polski śpiewak operowy (tenor), prawnik, pedagog (zm. 2020)
  - Andrzej Kalina, polski grafik, rysownik
  - Marina Solodkin, izraelska polityk (zm. 2013)
- 1953:
  - Anna Czech, polska działaczka samorządowa, polityk, poseł na Sejm RP
  - Andrzej Grabarczyk, polski aktor
  - Stuart Kennedy, szkocki piłkarz
  - Leonardo Lemos Montanet, hiszpański duchowny katolicki, biskup Ourense
  - Teodora Pikula, polska rzeźbiarka, poetka
  - Stanisław Wawrykiewicz, polski pieśniarz, muzyk (zm. 2018)
- 1954:
  - Władysław Blin, polski duchowny katolicki, biskup witebski
  - Sérgio Eduardo Castriani, brazylijski duchowny katolicki, arcybiskup Manaus (zm. 2021)
  - Fabrizio Costa, włoski reżyser filmowy i telewizyjny
  - Lissy Gröner, niemiecka polityk, eurodeputowana (zm. 2019)
  - Tomas Mawros, grecki piłkarz
  - Ottón Solís, kostarykański polityk
- 1955:
  - Siergiej Czuchraj, radziecki kajakarz
  - Tommy Emmanuel, australijski gitarzysta, piosenkarz
  - Miodrag Gajić, serbski koszykarz, trener
  - Waldemar Starosta, polski duchowny nowoapostolski, biskup Kościoła Nowoapostolskiego w Polsce (zm. 2019)
  - Przemysław Strach, polski prawnik, sędzia, urzędnik państwowy, działacz sportowy (zm. 2022)
  - Jean-Luc Vandenbroucke, belgijski kolarz torowy i szosowy
- 1956:
  - Jurij Barinow, radziecki kolarz szosowy
  - Antonio Gómez Cantero, hiszpański duchowny katolicki, biskup koadiutor Almerii
  - Fritz Hilpert, niemiecki perkusista, członek zespołu Kraftwerk
  - Gerd Weber, niemiecki piłkarz
- 1957:
  - Gabriel Barylli, austriacki aktor, reżyser i scenarzysta filmowy
  - Thom Brennan, amerykański kompozytor i wykonawca muzyki elektronicznej
  - Sidi Muhammad uld Bubakar, mauretański dyplomata, polityk, premier Mauretanii
  - Leszek Kaczmarek, polski biolog molekularny, wykładowca akademicki
  - Kyle Secor, amerykański aktor
- 1958:
  - Dariusz Boguski, polski przedsiębiorca, polityk, poseł na Sejm RP
  - Mariem Hassan, zachodniosaharyjska piosenarka, autorka tekstów (zm. 2015)
  - Stephen Holland, australijski pływak
- 1959:
  - Renata Butryn, polska nauczycielka, polityk, poseł na Sejm RP
  - Andrea de Cesaris, włoski kierowca wyścigowy (zm. 2014)
  - Aurora Cunha, portugalska lekkoatletka, biegaczka długodystansowa
  - Leszek Malinowski, polski aktor, członek kabaretu Koń Polski
- 1960:
  - Marco Albarello, włoski biegacz narciarski
  - Chris Elliott, amerykański aktor, reżyser, scenarzysta i producent filmowy
  - Hervé Gaymard, francuski prawnik, polityk
  - Jarosław Koral, polski duchowny katolicki, salezjanin, teolog, socjolog (zm. 2019)
  - Protase Rugambwa, tanzański duchowny katolicki, arcybiskup, urzędnik Kurii Rzymskiej
- 1961:
  - István Busa, węgierski florecista
  - Jarosław Jechorek, polski koszykarz
  - Marios Karojan, cypryjski polityk
  - Andrä Rupprechter, austriacki polityk, urzędnik państwowy i europejski
  - Lea Thompson, amerykańska aktorka
- 1962:
  - Larry Bucshon, amerykański polityk, kongresman
  - Philippe Gache, francuski kierowca wyścigowy i rajdowy
  - Corey Hart, kanadyjski piosenkarz, autor tekstów
  - He Zhiwen, hiszpański tenisista stołowy pochodzenia chińskiego
  - Focjusz (Jewtichiejew), rosyjski biskup prawosławny
  - Sebastian Koch, niemiecki aktor
  - Thomas Lejdström, szwedzki pływak
  - Victoria Ruffo, meksykańska aktorka
  - Jan Sobiło, polski duchowny katolicki, biskup pomocniczy charkowsko-zaporoski
- 1963:
  - John Berry, amerykański gitarzysta, członek zespołu Beastie Boys (zm. 2016)
  - Viktor Orbán, węgierski polityk, premier Węgier
- 1964:
  - Billy Davies, szkocki piłkarz, trener
  - Artur Dziurman, polski aktor, reżyser
  - Yukio Edano, japoński polityk
  - Kid Frost, amerykański raper pochodzenia meksykańskiego
  - Jarosław Góral, polski aktor
  - Zbigniew Janus, polski lekkoatleta, sprinter
  - Darryl McDaniels, amerykański raper, aktor
- 1965:
  - Simon Cross, angielski żużlowiec
  - Brooke Shields, amerykańska aktorka, fotomodelka
  - Adam Wójcik, polski siatkarz
- 1966:
  - Sally Hodge, brytyjska kolarka szosowa i torowa
  - Thomas Kastenmaier, niemiecki piłkarz, trener
  - Jessica Monroe, kanadyjska wioślarka
- 1967:
  - Sandrine Bonnaire, francuska aktorka, reżyserka filmowa
  - Jacek Bończyk, polski aktor, piosenkarz
  - Moustapha Sall, mauretański piłkarz, trener
  - Bogdan Szweda, polski muzyk i wokalista bluesowy (zm. 2019)
  - Válber, brazylijski piłkarz
  - Kadri Veseli, kosowski polityk
- 1968:
  - Juan Carlos Cárdenas Toro, kolumbijski duchowny katolicki, biskup pomocniczy Cali
  - Duane Causwell, amerykański koszykarz
  - John Connolly, irlandzki pisarz
  - Jørn Lande, norweski wokalista, członek zespołów: Masterplan, Millenium, Mundanus Imperium, Beyond Twilight, ARK i Pentakill
  - Paulette Lenert, luksemburska prawnik, urzędniczka państwowa, polityk
  - Kyōka Suzuki, japońska aktorka
- 1969:
  - Mindi Abair, amerykańska piosenkarka, saksofonistka
  - Tony Cetinski, chorwacki piosenkarz, muzyk
  - Imre Csősz, węgierski judoka
  - Radosław Czerniak, polski koszykarz, trener (zm. 2022)
  - Juliet Haslam, australijska hokeistka na trawie
  - Niklas Jonsson, szwedzki biegacz narciarski
  - Robert Mickiewicz, litewski dziennikarz narodowości polskiej
  - Piotr Nidecki, polski generał brygady
  - Shaun O’Brien, australijski kolarz szosowy i torowy
  - Iwona Oleszyńska, polska szpadzistka
  - Simone Pianigiani, włoski koszykarz, trener
  - Ralf Weber, niemiecki piłkarz
- 1970:
  - Andrzej Maszewski, polski kulturysta
  - Paolo Sorrentino, włoski reżyser i scenarzysta filmowy
  - Claus Thomsen, duński piłkarz
  - Aldona Wiktorska-Święcka, polska politolog, wykładowczyni akademicka, działaczka samorządowa
- 1971:
  - Diana Damrau, niemiecka śpiewaczka operowa (sopran koloraturowy)
  - Nicole Struse, niemiecka tenisistka stołowa
  - Krzysztof Tadej, polski dziennikarz, publicysta, dokumentalista
- 1972:
  - Frode Estil, norweski biegacz narciarski
  - John Godina, amerykański lekkoatleta, kulomiot
  - Arkadiusz Kubik, polski piłkarz
  - Christian McBride, amerykański kontrabasista jazzowy
  - Leszek Ojrzyński, polski trener piłkarski
- 1973:
  - Natasza Korolowa, rosyjska piosenkarka, aktorka
  - Miłosława Krogulska, polska dziennikarka, astrolog, tarocistka
  - Nina Łemesz, ukraińska biathlonistka
  - Dominique Monami, belgijska tenisistka
- 1974:
  - Kenan Doğulu, turecki piosenkarz
  - Zsolt Erdei, węgierski bokser
  - Aleksandr Kostogłod, rosyjski kajakarz
  - Tünde Szabó, węgierska pływaczka
  - Jugoslav Vasović, serbski piłkarz wodny
- 1975:
  - Chris Dawes, jamajski piłkarz
  - Antonín Kinský, czeski piłkarz, bramkarz
  - Toni Nieminen, fiński skoczek narciarski
- 1976:
  - Owen Beck, jamajski bokser
  - Colin Farrell, irlandzki aktor
  - Matt Harpring, amerykański koszykarz
  - Roar Ljøkelsøy, norweski skoczek narciarski
  - Douglas Stuart, szkocko-amerykański pisarz
  - Mashona Washington, amerykańska tenisistka
- 1977:
  - Domenico Fioravanti, włoski pływak
  - Petter Karlsson, szwedzki wokalista, multiinstrumentalista, członek zespołów Therion i Diablo Swing Orchestra
  - James Matola, zimbabwejski piłkarz
  - Eric Christian Olsen, amerykański aktor pochodzenia norweskiego
  - Joachim Olsen, duński lekkoatleta, kulomiot i dyskobol
  - Moses Sichone, zambijski piłkarz
  - Petr Tenkrát, czeski hokeista
- 1978:
  - Daniel Bekono, kameruński piłkarz, bramkarz
  - Jette Fuglsang, duńska kolarka szosowa (zm. 2009)
  - Przemysław Tarnacki, polski żeglarz, konstruktor jachtów
  - Anna Ternheim, szwedzka piosenkarka, autorka tekstów
  - Aleksiej Zagorny, rosyjski lekkoatleta, młociarz
- 1979:
  - Arkadiusz Fajok, polski sportowiec, przedsiębiorca, samorządowiec, prezydent Inowrocławia
  - Jean-François Gillet, belgijski piłkarz, bramkarz
  - Renee Hykel, amerykańska wioślarka
  - Tanja Mairhofer, austriacka prezenterka telewizyjna, aktorka
  - Sophia McDougall, brytyjska pisarka, poetka, dramatopisarka
  - Dan Walsh, amerykański wioślarz
- 1980:
  - Edith Bosch, holenderska judoczka
  - Andy Hurley, amerykański perkusista, członek zespołów: Fall Out Boy i The Damned Things
- 1981:
  - Mikael Antonsson, szwedzki piłkarz
  - Irina Biespałowa, rosyjska pływaczka
  - Daniele Bonera, włoski piłkarz
  - Joanna Kozak, polska wokalistka, kompozytorka, autorka tekstów, projektantka mody
  - Andreas Linger, austriacki saneczkarz
  - Marlies Schild, austriacka narciarka alpejska
- 1982:
  - Piotr Formicki, polski kolarz górski i przełajowy
  - Piotr Ligienza, polski aktor
  - Fränzi Mägert-Kohli, szwajcarska snowboardzistka
  - Tomasz Michniewicz, polski dziennikarz, podróżnik, pisarz
  - Jonathan Tucker, amerykański aktor
  - Maja Zebić, chorwacka piłkarka ręczna
- 1983:
  - Dienis Kulasz, rosyjski hokeista
  - Zana Marjanović, bośniacka aktorka
  - Karin Melis Mey, południowoafrykańska lekkoatletka, skoczkini w dal
- 1984:
  - Milorad Čavić, serbski pływak
  - Swetosław Djakow, bułgarski polityk
  - Sanja Gamma, chorwacka siatkarka
  - Nate Robinson, amerykański koszykarz
  - Daniela Samulski, niemiecka pływaczka (zm. 2018)
- 1985:
  - Duarte Félix da Costa, portugalski kierowca wyścigowy
  - Zoraida Gómez, meksykańska aktorka
  - Ermin Jusufović, bośniacki niepełnosprawny siatkarz
  - Sandro Maierhofer, liechtensteiński piłkarz
  - Tomasz Sarara, polski zawodnik sportów walki
  - Regi Witherspoon, amerykański lekkoatleta, sprinter
  - Ian Wujukas, grecki koszykarz
- 1986:
  - Serghei Alexeev, mołdawski piłkarz
  - Sopo Chalwaszi, gruzińska piosenkarka
  - Robert Gesink, holenderski kolarz szosowy
  - Sylwia Lisewska, polska piłkarka ręczna
  - Melissa McIntyre, kanadyjska aktorka
  - Waka Flocka Flame, amerykański raper
- 1987:
  - Serkan Çayoğlu, turecki aktor, model
  - Hamilton Sabot, francuski gimnastyk
  - TyDi, australijski didżej, producent muzyczny
- 1988:
  - James Florence, amerykański koszykarz
  - Klaudia Jachira, polska aktorka, polityk, poseł na Sejm RP
  - Laura Ioana Paar, rumuńska tenisistka
  - Sakari Salminen, fiński hokeista
  - Zofia Schwinke, polska aktorka
- 1989:
  - Pablo Alborán, hiszpański piosenkarz, kompozytor, autor tekstów
  - Angelis Charalambus, cypryjski piłkarz
  - Cho Young-cheol, południowokoreański piłkarz
  - Bas Dost, holenderski piłkarz
  - Sean Johnson, amerykański piłkarz, bramkarz
  - Marco Reus, niemiecki piłkarz
  - Maciej Szewczyk, polski hokeista
  - Murphy Troy, amerykański siatkarz
  - Daniel Wass, duński piłkarz
- 1990:
  - Giuliano, brazylijski piłkarz
  - Erik Karlsson, szwedzki hokeista
  - Marissa Kastanek, amerykańska koszykarka
  - Zoila La Rosa, peruwiańska siatkarka
  - Adrian Staszewski, polski siatkarz
- 1991:
  - Farrah Abraham, amerykańska aktorka pornograficzna
  - Azealia Banks, amerykańska raperka, piosenkarka, autorka tekstów
  - Bartłomiej Bychawski, polski hokeista
  - Hugo Drechou, francuski kolarz górski
  - Gina Mancuso, amerykańska siatkarka
  - Erik Read, kanadyjski narciarz alpejski
- 1992:
  - Farhiya Abdi, szwedzka koszykarka
  - Ołeksandr Bielikow, ukraiński koszykarz,
  - Dmitrij Chomiakow, rosyjski sztangista
  - Laura Ikauniece-Admidiņa, łotewska lekkoatletka, wieloboistka
  - Marie Ange Mfoula, kameruńska koszykarka
  - Anna-Maria Sieklucka, polska aktorka
- 1993:
  - Natalja Akiłowa, kazachska siatkarka
  - Asuka Cambridge, japoński lekkoatleta, sprinter pochodzenia jamajskiego
  - José Campaña, hiszpański piłkarz
  - Juan Coca, portorykański piłkarz
  - Anna Hrvolová, słowacka lekkoatletka, tyczkarka
  - Wsewołod Tołstuszko, ukraiński hokeista
- 1994:
  - Heorhij Buszczan, ukraiński piłkarz
  - Thiago Monteiro, brazylijski tenisista
  - Dariusz Świercz, polski szachista
  - Madison Wilson, australijska pływaczka
- 1995:
  - Kōki Anzai, japoński piłkarz
  - Marko Kolar, chorwacki piłkarz
  - Romain Le Gac, francuski łyżwiarz figurowy
- 1996:
  - Joachim Andersen, duński piłkarz
  - Joaquín Fernández, hiszpański piłkarz
  - Réka Gyurátz, węgierska lekkoatletka, młociarka
  - Jared McCann, kanadyjski hokeista
  - Peter McGrail, brytyjski bokser
  - Filip Pruefer, polski koszykarz
  - Simone Scuffet, włoski piłkarz, bramkarz
- 1997:
  - Adalberto Peñaranda, wenezuelski piłkarz
  - Umar Chalid Szihata Ibrahim, egipski zapaśnik
- 1998:
  - Stephy Mavididi, angielski piłkarz pochodzenia kongijskiego
  - Ryō Mizuno, japoński motocyklista wyścigowy
  - Monika Marija, litewska piosenkarka, autorka tekstów
  - Kobe Vleminckx, belgijski lekkoatleta, sprinter
- 1999:
  - Joanna Ciesielczyk-Żoczek, polska siatkarka
  - Jarrad Drizners, australijski kolarz szosowy i torowy
  - Michal Sadílek, czeski piłkarz
  - Roman Sadovsky, kanadyjski łyżwiarz figurowy pochodzenia ukraińskiego
  - Sam Vines, amerykański piłkarz
- 2000:
  - Jesper de Jong, holenderski tenisista
  - Gable Steveson, amerykański zapaśnik
  - Carolina Visca, włoska lekkoatletka, oszczepniczka
  - Tereza Voborníková, czeska biathlonistka
- 2001:
  - Taylor Booth, amerykański piłkarz
  - Julija Browkina, rosyjska siatkarka
  - Helene Marie Fossesholm, norweska biegaczka narciarska
  - Manucehr Safarov, tadżycki piłkarz
  - Iga Świątek, polska tenisistka
- 2002:
  - Kevin Berkeley, panamski piłkarz
  - Eric Hoyer, niemiecki skoczek narciarski
  - Moses Moody, amerykański koszykarz
  - Sander Skotheim, norweski lekkoatleta, wieloboista
  - Pablo Vaca, boliwijski piłkarz
- 2003:
  - Lei Peifan, chiński snookerzysta
  - Madis Mihkels, estoński kolarz szosowy
  - Cezary Polak, polski piłkarz
  - Benjamin Šeško, słoweński piłkarz
- 2004 – Amina Tuchtajewa, kazachska skoczkini narciarska

## Zmarli
- 455 – Petroniusz Maksymus, cesarz zachodniorzymski (ur. 396)
- 1162 – (lub 1161) Gejza II, król Węgier i Chorwacji (ur. 1130)
- 1246 – Izabela z Angoulême, królowa Anglii (ur. ok. 1187)
- 1314 – Jakub Salomoni, włoski dominikanin, błogosławiony (ur. 1231)
- 1321 – Birger I Magnusson, król Szwecji (ur. 1280)
- 1329 – Albertino Mussato, włoski poeta (ur. 1261)
- 1355 – Wojciech Pałuka, polski duchowny katolicki, biskup poznański (ur. ?)
- 1378 – Tomasz z Tilbury, angielski duchowny katolicki, biskup pomocniczy wrocławski, lekarz, astronom, dyplomata (ur. 1297)
- 1408:
  - Angelo Acciaioli, włoski duchowny katolicki, biskup Rapallo, arcybiskup Florencji, legat papieski, kardynał (ur. 1349)
  - Yoshimitsu Ashikaga, japoński siogun (ur. 1358)
- 1410 – Marcin I Ludzki, król Aragonii, Majorki, Walencji, Sardynii, Korsyki i Sycylii (ur. 1356)
- 1416 – Arnold Stapil, niemiecki duchowny katolicki, biskup chełmiński, kanclerz i kapelan zakonu krzyżackiego (ur. po 1360)
- 1417 – Wilhelm II Bawarski, hrabia Holandii, Zelandii i Hainaut (ur. 1365)
- 1495 – Cecylia Neville, angielska arystokratka (ur. 1415)
- 1524 – Kamila Baptysta Varano, włoska zakonnica, błogosławiona (ur. 1458)
- 1533 – Ambrosius Ehinger, niemiecki podróżnik, badacz, kolonizator (ur. ok. 1500)
- 1536 – Karol I Podiebradowicz, książę ziębicki i oleśnicki (ur. 1476)
- 1554 – Marcantonio Trivisano, doża Wenecji (ur. 1475)
- 1577 – Rodrigo Gil de Hontañón, hiszpański architekt (ur. 1500)
- 1581 – Jan Kostka, polski szlachcic, polityk (ur. 1529)
- 1594 – Jacopo Tintoretto, włoski malarz (ur. 1518)
- 1618 – Georg Henisch, niemiecki lekarz, pisarz, tłumacz, leksykograf, wydawca (ur. 1549)
- 1624 – Cristóbal Gómez de Sandoval-Rojas, hiszpański arystokrata, polityk (ur. 1577)
- 1641:
  - Jan Innocenty Petrycy, polski lekarz, balneolog, pisarz medyczny, historyk, historiograf (ur. 1592)
  - Konstanty Wiśniowiecki, polski magnat, polityk (ur. 1564)
- 1647 – Karol Fryderyk Podiebradowicz, książę ziębicki i oleśnicki (ur. 1593)
- 1665 – Pieter Jansz Saenredam, holenderski malarz, grafik (ur. 1597)
- 1668 – Jan Vilém Libštejnský, austriacki duchowny katolicki, arcybiskup nominat metropolita praski i prymas Czech (ur. 1627)
- 1680 – Joachim Neander, niemiecki teolog protestancki, kompozytor, pedagog (ur. 1650)
- 1686 – Mikołaj Barré, francuski minimita, błogosławiony (ur. 1621)
- 1702 – Jan Krzysztof Pac, podkomorzy wielki litewski (ur. 1650)
- 1706 – Jan Aleksander Baranowski, polski szlachcic, podczaszy lwowski (ur.?)
- 1727 – Filoteusz (Leszczyński), ukraiński duchowny prawosławny, misjonarz na Syberii, święty (ur. 1650)
- 1740 – Fryderyk Wilhelm I, król Prus (ur. 1688)
- 1745 – Mikołaj Koszutski, polski szlachcic, polityk (ur. ?)
- 1747 – Andriej Ostermann, rosyjski polityk pochodzenia niemieckiego (ur. 1686)
- 1779 – Bernard Puszet de Puget, francuski baron, generał major wojsk koronnych (ur. 1708)
- 1787 – Feliks z Nikozji, włoski kapucyn, święty (ur. 1715)
- 1789 – Dodo Heinrich zu Inn und Knyphausen, pruski polityk, dyplomata (ur. 1729)
- 1791 – Emanuel Mendez da Costa, brytyjski botanik, konchiolog, przyrodnik, filozof (ur. 1717)
- 1794 – Maciej Dziewoński, polski duchowny katolicki (ur. ?)
- 1799 – Pierre Lemonnier, francuski astronom (ur. 1715)
- 1800 – Michał Kazimierz Ogiński, polski polityk, wojskowy, kompozytor, prozaik, poeta, dramaturg (ur. 1728)
- 1801 – Jakub Zhou Wenmo, chiński duchowny katolicki, misjonarz, męczennik, błogosławiony (ur. 1752)
- 1806 – George Macartney, brytyjski arystokrata, dyplomata (ur. 1737)
- 1809:
  - Joseph Haydn, austriacki kompozytor (ur. 1732)
  - Jean Lannes, książę Montebello, marszałek Francji (ur. 1769)
  - Johann Ephraim Scheibel, niemiecki astronom, matematyk, pedagog (ur. 1736)
  - Ferdinand von Schill, pruski dowódca wojskowy (ur. 1776)
- 1813 – Wincenty de Lesseur, polski malarz miniaturzysta, rysownik (ur. 1745)
- 1832 – Évariste Galois, francuski matematyk, działacz polityczny (ur. 1811)
- 1841 – George Green, brytyjski matematyk, fizyk (ur. 1793)
- 1847 – Thomas Chalmers, szkocki duchowny i teolog państwowego Kościoła Szkocji, następnie moderator Wolnego Kościoła Szkocji, ekonomista (ur. 1780)
- 1848:
  - Eugénie de Guérin(inne języki), francuska pisarka (ur. 1805)
  - Friederike Krüger, niemiecka ochotniczka, kapral (ur. 1789)
- 1854 – Vatroslav Lisinski, chorwacki kompozytor (ur. 1819)
- 1866 – Marian z Roccacasale, włoski franciszkanin, błogosławiony (ur. 1778)
- 1867 – Théophile-Jules Pelouze, francuski chemik, wykładowca akademicki (ur. 1807)
- 1868 – František Sušil, czeski duchowny katolicki, profesor teologii, poeta, teoretyk literatury, zbieracz i wydawca pieśni ludowych (ur. 1804)
- 1871 – Jan Nepomucen Lewicki, polski malarz, grafik, litograf, fotograf (ur. 1795)
- 1872 – Friedrich Gerstäcker, niemiecki pisarz (ur. 1816)
- 1875:
  - Eliphas Lévi, francuski okultysta (ur. 1810)
  - Józef Grzegorz Wojtarowicz, polski duchowny katolicki, biskup tarnowski (ur. 1791)
- 1880 – Hippolyte Mège-Mouriès, francuski chemik, technolog środków spożywczych, wynalazca margaryny (ur. 1817)
- 1887 – Moritz Wagner, niemiecki zoolog, podróżnik (ur. 1813)
- 1890 – Stanisław Julian Ostroróg, polski fotograf (ur. 1834/35)
- 1891:
  - Antoine-Aimé Dorion, kanadyjski prawnik, wydawca, polityk (ur. 1818)
  - Anton Springer, niemiecki pisarz, historyk sztuki (ur. 1825)
- 1892 – Theodor Meynert, niemiecki psychiatra, neuroanatom, neuropatolog (ur. 1833)
- 1897 – Ney Elias, brytyjski podróżnik, odkrywca, dyplomata (ur. 1844)
- 1899 – Christian Zeller, niemiecki matematyk, geograf, teolog (ur. 1822)
- 1907 – Moritz Litten, niemiecki lekarz internista, wykładowca akademicki (ur. 1845)
- 1908 – Louis-Honoré Fréchette, kanadyjski poeta, prozaik, dramaturg, polityk (ur. 1839)
- 1909:
  - Emil Lauffer, czeski malarz (ur. 1837)
  - Karolina Straus, polska tancerka baletowa (ur. 1833)
- 1910 – Elizabeth Blackwell, brytyjsko-amerykańska lekarka, feministka, abolicjonistka (ur. 1821)
- 1912 – Wilhelm Blasius, niemiecki ornitolog, wykładowca akademicki (ur. 1845)
- 1913 – George Konig, amerykański polityk (ur. 1856)
- 1914:
  - Edmund Rose, niemiecki chirurg (ur. 1836)
  - Adam Rydel, polski neurolog, psychiatra (ur. 1872)
- 1915:
  - John White Alexander, amerykański malarz, ilustrator (ur. 1856)
  - Victor Child-Villiers, brytyjski arystokrata, bankier, polityk (ur. 1845)
- 1916:
  - Horace Hood, brytyjski admirał (ur. 1870)
  - Alfred Knobloch, niemiecki prawnik, urzędnik, nadburmistrz Bydgoszczy (ur. 1859)
  - Przemysław Wiktor Odrowąż-Pieniążek, polski lekarz, wykładowca akademicki (ur. 1850)
- 1918 – Viktor Pressentin von Rautter, niemiecki pilot wojskowy, as myśliwski (ur. 1896)
- 1919 – Mieczysław Dowojna-Sylwestrowicz, litewski dziennikarz, publicysta, folklorysta, poeta pochodzenia polskiego (ur. 1849)
- 1920:
  - Feliks Nowicki, polski architekt (ur. 1840)
  - Nəsib bəy Yusifbəyli, azerski polityk (ur. 1881)
- 1922:
  - Antoni Longin Baranowski, polski i rosyjski generał (ur. 1854)
  - Aleksander Skarbek, polski polityk endecki (ur. 1874)
- 1924 – Konstanty Gorski, polski skrzypek-wirtuoz, kompozytor, dyrygent, pedagog (ur. 1859)
- 1925 – Albert Mosse, niemiecki prawnik pochodzenia żydowskiego (ur. 1846)
- 1926 – Stanisław Masłowski, polski malarz (ur. 1853)
- 1927 – Ismagił Sułtanow, radziecki polityk (ur. 1890)
- 1928:
  - Wilhelm Piotr Angerstein, polski duchowny luterański, superintendent diecezji piotrkowskiej pochodzenia niemieckiego (ur. 1848)
  - Henri Tudor, luksemburski inżynier, wynalazca, przedsiębiorca (ur. 1859)
- 1933 – Waldemar Björkstén, fiński żeglarz sportowy (ur. 1873)
- 1934:
  - Stanisław Jarociński, polski przedsiębiorca, filantrop (ur. 1852)
  - Franciszek Magryś, polski poeta chłopski, działacz społeczny (ur. 1846)
  - Paweł Sapieha, polski polityk, działacz społeczny, pierwszy prezes PCK (ur. 1860)
- 1935 – Bernhard Britz, szwedzki kolarz szosowy (ur. 1906)
- 1937:
  - Kazimierz Stańczykowski, polski prawnik, działacz społeczny (ur. 1901)
  - Nikołaj Ugłanow, radziecki polityk (ur. 1886)
- 1938 – Hale Asaf, turecka malarka (ur. 1905)
- 1939 – Nikołaj Popow, rosyjski psychiatra (ur. 1854)
- 1941:
  - Charles Bateman Timberlake, amerykański polityk (ur. 1854)
  - Charles Carleton Young, polityk z Pitcairn (ur. 1850)
- 1943 – Tadeusz Hollender, polski poeta, satyryk, tłumacz (ur. 1910)
- 1944 – Edward Capalla, polski major kawalerii (ur. 1897)
- 1945:
  - Édouard Ganche, francuski muzykolog (ur. 1880)
  - Odilo Globocnik, austriacki funkcjonariusz nazistowski, zbrodniarz wojenny pochodzenia słoweńskiego (ur. 1904)
  - Oskar Heinroth, niemiecki zoolog, ornitolog, psycholog zwierząt (ur. 1871)
  - Leon Hirszenberg, polski malarz pochodzenia żydowskiego (ur. 1869)
  - Leonid Pasternak, rosyjski malarz (ur. 1862)
- 1947:
  - Adrienne Ames, amerykańska aktorka (ur. 1907)
  - Peter Dolfen, amerykański strzelec sportowy (ur. 1880)
- 1948 – Anton Baumstark, niemiecki orientalista, wykładowca akademicki (ur. 1872)
- 1950:
  - Zygmunt Szymanowski, polski porucznik AK (ur. 1910)
  - George Webber, brytyjski lekkoatleta, długodystansowiec (ur. 1895)
- 1951:
  - Jelizawieta Bazilewska, rosyjska poetka (ur. 1902)
  - Denis Dougherty, amerykański duchowny katolicki, arcybiskup Filadelfii, kardynał pochodzenia irlandzkiego (ur. 1865)
  - Anderson Montague-Barlow, brytyjski arystokrata, prawnik, polityk (ur. 1868)
- 1952 – Eugeniusz Cękalski, polski reżyser, scenarzysta i producent filmowy (ur. 1906)
- 1957:
  - Johnny Kilbane, amerykański bokser (ur. 1889)
  - Leopold Staff, polski poeta (ur. 1878)
- 1958 – Aleksander Żabczyński, polski aktor (ur. 1900)
- 1959 – Jack Patrick, amerykański rugbysta (ur. 1898)
- 1960:
  - Willem Elsschot, flamandzki prozaik, poeta (ur. 1883)
  - Walther Funk, niemiecki ekonomista, polityk, prezes Reichsbanku, minister ekonomii (ur. 1890)
  - Georg Johnsson, szwedzki kolarz szosowy (ur. 1902)
  - Knut Lunde, norweski dwuboista klasyczny (ur. 1905)
- 1961 – Teme Sejko, albański kontradmirał (ur. 1922)
- 1962 – Eduard Toldrà, hiszpański kompozytor, dyrygent (ur. 1895)
- 1963 – Bronisław Biegeleisen-Żelazowski, polski inżynier, psycholog, wykładowca akademicki (ur. 1881)
- 1967 – Stanisław Doliński, polski major obserwator (ur. 1905)
- 1968:
  - Abel Bonnard, francuski pisarz, polityk (ur. 1883)
  - Marian Waluchowski, polski generał brygady (ur. 1917)
- 1969:
  - Stanisław Hejmowski, polski prawnik, adwokat (ur. 1900)
  - Silvestre Igoa, hiszpański piłkarz (ur. 1920)
  - Jozua François Naudé, południowoafrykański polityk, p.o. prezydenta RPA (ur. 1889)
- 1971:
  - Axel Rydin, szwedzki żeglarz sportowy (ur. 1887)
  - Paweł Jerzy Starzeński, polski dyplomata, publicysta, pamiętnikarz (ur. 1901)
- 1972 – Walter Freeman, amerykański neurochirurg (ur. 1895)
- 1973:
  - Albert Egges van Giffen, holenderski archeolog (ur. 1884)
  - Mieczysław Kosz, polski pianista i kompozytor jazzowy (ur. 1944)
  - Paolo Thaon di Revel, włoski szpadzista, samorządowiec, polityk (ur. 1888)
- 1974 – Franciszek Łęczycki, polski działacz socjalistyczny i komunistyczny (ur. 1885)
- 1976:
  - Jacques Monod, francuski biochemik, laureat Nagrody Nobla (ur. 1910)
  - Maria de Smeth, holenderska dziennikarka, pisarka, działaczka faszystowska (ur. 1903)
- 1977:
  - William Castle, amerykański reżyser i producent filmowy (ur. 1914)
  - Neco, brazylijski piłkarz, trener (ur. 1895)
  - Cesare Robaldo, włoski paulista (ur. 1896)
- 1978:
  - Maja Berezowska, polska malarka, graficzka, karykaturzystka, scenografka (ur. 1898)
  - József Bozsik, węgierski piłkarz, trener (ur. 1925)
  - Piotr Zaborowski, polski aktor (ur. 1950)
- 1980:
  - Sonny Burke, amerykański kompozytor jazzowy (ur. 1914)
  - Juliusz Miller, polski lekkoatleta, średniodystansowiec, piłkarz (ur. 1895)
- 1981:
  - Gyula Lóránt, węgierski piłkarz, trener (ur. 1923)
  - Giuseppe Pella, włoski polityk, premier Włoch (ur. 1902)
  - Karl Schmedes, niemiecki bokser (ur. 1908)
  - Michał Sprusiński, polski poeta, krytyk literacki, tłumacz (ur. 1940)
- 1982 – Czesław Zbierański, polski major, inżynier, konstruktor lotniczy (ur. 1885)
- 1983 – Jack Dempsey, amerykański bokser (ur. 1895)
- 1984 – Juhani Järvinen, fiński łyżwiarz szybki (ur. 1935)
- 1985:
  - Gaston Rébuffat, francuski wspinacz (ur. 1921)
  - Arne Sande, duński bokser (ur. 1905)
- 1986 – James Rainwater, amerykański fizyk, laureat Nagrody Nobla (ur. 1917)
- 1987:
  - Emil Görlitz, polski piłkarz, bramkarz pochodzenia niemieckiego (ur. 1903)
  - Wanda Jakubińska, polska aktorka (ur. 1903)
- 1988:
  - Stanisław Skorupka, polski językoznawca (ur. 1906)
  - Tursunbaj Uldżabajew, radziecki i tadżycki polityk (ur. 1916)
- 1989 – Leland Cunningham, amerykański astronom, wykładowca akademicki (ur. 1904)
- 1990:
  - Juliusz Braun, polski prawnik, wykładowca akademicki (ur. 1904)
  - Jerzy Kaliszewski, polski aktor, reżyser teatralny, pedagog (ur. 1912)
  - Art Lund, amerykański aktor, piosenkarz (ur. 1915)
  - Willy Spühler, szwajcarski polityk, prezydent Szwajcarii (ur. 1902)
  - Jerzy Wróblewski, polski prawnik, wykładowca akademicki (ur. 1926)
- 1991:
  - Hans Schwartz, niemiecki piłkarz (ur. 1913)
  - Angus Wilson(inne języki), brytyjski pisarz (ur. 1913)
  - Artur Woźniak, polski piłkarz, trener (ur. 1913)
- 1992:
  - Henryk Hermanowicz, polski fotografik (ur. 1912)
  - Antoni Radliński, polski chemik, polityk, minister przemysłu chemicznego (ur. 1910)
- 1993:
  - John Litchfield, brytyjski polityk (ur. 1903)
  - Michaił Siergiejczuk, radziecki generał pułkownik, polityk (ur. 1909)
  - Joe Vogler, amerykański polityk (ur. 1913)
  - Andrzej Zeyland, polski prozaik, poeta (ur. 1926)
- 1994 – Lia Rotbaum, polska choreografka, reżyserka operowa pochodzenia żydowskiego (ur. 1907)
- 1995 – Robert Jouaville, francuski zapaśnik (ur. 1914)
- 1996 – Gabriel Zych, polski prozaik, eseista (ur. 1915)
- 1997:
  - Adam Zalewski, polski perkusista, gitarzysta, autor tekstów, kompozytor, członek zespołów: Zwłoki i Sedes (ur. 1963)
  - Poul Petersen, duński piłkarz, trener (ur. 1921)
- 1998:
  - Lotti Huber(inne języki), niemiecka aktorka (ur. 1912)
  - Stanisław Wisłocki, polski kompozytor, dyrygent, pianista (ur. 1921)
- 1999 – Davor Dujmović, jugosłowiański aktor (ur. 1969)
- 2000:
  - Petyr Mładenow, bułgarski polityk komunistyczny, pierwszy prezydent Bułgarii (ur. 1936)
  - Tito Puente, portorykański kompozytor, aranżer, instrumentalista (ur. 1923)
  - Viktor Stratobërdha, albański reżyser filmowy (ur. 1925)
- 2001:
  - Arlene Francis, amerykańska aktorka (ur. 1907)
  - Li Kwoh-ting, tajwański ekonomista, polityk (ur. 1910)
  - Gierman Ugriumow, rosyjski admirał (ur. 1948)
- 2003:
  - Francesco Colasuonno, włoski kardynał, nuncjusz apostolski w Polsce (ur. 1925)
  - Helena Dąbrowska, polska aktorka (ur. 1923)
  - Halina Jastrzębowska-Sigmund, polska malarka, architektka wnętrz (ur. 1907)
- 2006:
  - Raymond Davis, amerykański fizyk, chemik, laureat Nagrody Nobla (ur. 1914)
  - Franciszek Wybrańczyk, polski klarnecista, animator życia muzycznego (ur. 1934)
- 2007:
  - Emanuel Hostache, francuski bobsleista (ur. 1975)
  - Eugeniusz Molczyk, polski generał broni, polityk, wiceminister obrony narodowej (ur. 1925)
- 2008:
  - Per-Erik Larsson, szwedzki biegacz narciarski (ur. 1929)
  - Czesław Odrzywolski, polski żużlowiec (ur. 1935)
- 2009:
  - Felipe Camisón Asensio, hiszpański agronom, polityk (ur. 1929)
  - Millvina Dean, brytyjska pasażerka „Titanica“ (ur. 1912)
  - Stanisław Królak, polski kolarz szosowy, trener (ur. 1931)
  - Mario Monge, salwadorski piłkarz (ur. 1938)
  - George Tiller, amerykański ginekolog (ur. 1941)
- 2010:
  - Louise Bourgeois, amerykańska rzeźbiarka (ur. 1911)
  - Jerzy Żurawiecki, polski polityk, działacz związkowy, poseł na Sejm RP (ur. 1953)
- 2011:
  - Pauline Betz, amerykańska tenisistka (ur. 1919)
  - Regina C. Elandt-Johnson, polska matematyczka (ur. 1918)
  - Andrzej Sobczak, polski autor tekstów piosenek, artysta kabaretowy, felietonista (ur. 1946)
- 2012:
  - Łukasz Czuma, polski ekonomista (ur. 1935)
  - Mark Midler, rosyjski florecista (ur. 1931)
  - Paul Pietsch, niemiecki kierowca wyścigowy (ur. 1911)
- 2013 – Jean Stapleton, amerykańska aktorka (ur. 1923)
- 2014:
  - Marinho Chagas, brazylijski piłkarz (ur. 1952)
  - Leon Gumański, polski filozof, logik (ur. 1921)
  - Martha Hyer, amerykańska aktorka (ur. 1924)
  - Jeremiasz Ślipiec, polski historyk (ur. 1964)
- 2015 – Mirosław Małachowski, polski chemik, polityk, poseł na Sejm RP (ur. 1943)
- 2016:
  - Muhammad Abd al-Aziz, zachodniosaharyjski polityk, przewodniczący Frontu Polisario, prezydent Sahary Zachodniej (ur. 1947)
  - Antonio Imbert Barrera, dominikański generał, polityk, prezydent Dominikany (ur. 1920)
  - Kazimierz Fortuna, polski polityk, poseł na Sejm PRL (ur. 1943)
- 2017:
  - Jean-Marie Balla, kameruński duchowny katolicki, biskup Bafii (ur. 1959)
  - Jiří Bělohlávek, czeski dyrygent (ur. 1946)
  - Lubomyr Huzar, ukraiński duchowny katolicki, studyta, arcybiskup kijowsko-halicki, kardynał (ur. 1933)
  - Fred J. Koenekamp, amerykański operator filmowy (ur. 1922)
  - Tadeusz Jedynak, polski działacz opozycji antykomunistycznej, polityk, poseł na Sejm RP (ur. 1949)
  - István Szondy, węgierski pięcioboista nowoczesny, jeździec sportowy (ur. 1925)
  - Bohdan Wróblewski, polski grafik, ilustrator, reżyser zdjęć reklamowych (ur. 1931)
- 2018:
  - Ewa Jezierska, polska zakonnica, biblistka, teolog (ur. 1935)
  - Witold Kwieciński, polski zawodnik karate tradycyjnego (ur. 1985)
- 2019:
  - Anna Kochanowska, polska dziennikarka radiowa, kierownik literacki, polityk, poseł na Sejm PRL (ur. 1922)
  - Krzysztof Wojciewski, polski artysta fotograf, fotoreporter, fotosista (ur. 1943)
- 2020:
  - Christo, amerykański malarz, twórca sztuki krajobrazu (ur. 1935)
  - Helena Gawrońska, polska biolog, wykładowczyni akademicka (ur. 1945)
- 2021:
  - Peter Del Monte, włoski reżyser i scenarzysta filmowy (ur. 1943)
  - Arlene Golonka, amerykańska aktorka (ur. 1936)
  - Józef Kosian, polski filozof, wykładowca akademicki (ur. 1935)
  - Lil Loaded, amerykański raper (ur. 2000)
  - Elżbieta Michalczak, polska lekkoatletka, kulomiotka (ur. 1941)
  - Jacek Andrzej Modliński, polski embriolog, profesor nauk rolniczych (ur. 1945)
- 2022:
  - Karol Bal, polski filozof, wykładowca akademicki (ur. 1934)
  - Kenneth W. Dam, amerykański prawnik, wykładowca akademicki, polityk (ur. 1932)
  - Egbert Hirschfelder, niemiecki wioślarz (ur. 1942)
  - Gregory Kpiebaya, ghański duchowny katolicki, biskup Wa, arcybiskup Tamale (ur. 1933)
  - Jacques N’Guea, kameruński piłkarz (ur. 1955)
  - Hans Sauer, niemiecki anglista, wykładowca akademicki (ur. 1934)
- 2023:
  - Ama Ata Aidoo, ghańska pisarka, dramatopisarka, poetka (ur. 1942)
  - Edward Czernik, polski lekkoatleta, skoczek wzwyż (ur. 1940)
  - Luca Di Fulvio, włoski pisarz (ur. 1957)
  - Amitai Etzioni, amerykański socjolog, wykładowca akademicki (ur. 1929)
  - Teodoros Pangalos, grecki prawnik, ekonomista, polityk (ur. 1938)
  - Stanley Wojcicki, polsko-amerykański fizyk, wykładowca akademicki (ur. 1937)
- 2024:
  - João Justino Amaral dos Santos, brazylijski piłkarz (ur. 1954)
  - Robert Pickton, kanadyjski seryjny morderca (ur. 1949)
  - Kátya Tompos, węgierska aktorka (ur. 1983)
- 2025:
  - Michael Byrnes, amerykański duchowny katolicki, biskup pomocniczy Detroit, arcybiskup metropolita Hagåtña (ur. 1958)
  - Edward Cyfus, polski regionalista, pisarz, autor publikacji i pogadanek (ur. 1949)
  - Stanley Fischer, izraelski ekonomista, przedsiębiorca, prezes Banku Izraela (ur. 1943)
  - Mike McCallum, jamajski bokser (ur. 1955)
  - Ernesto Pellegrini, włoski przedsiębiorca, działacz sportowy, prezydent Interu Mediolan (ur. 1940)